# Brazília az 1952. évi nyári olimpiai játékokon
Brazília a finnországi Helsinkiben megrendezett 1952. évi nyári olimpiai játékok egyik részt vevő nemzete volt. Az országot az olimpián 14 sportágban 97 sportoló képviselte, akik összesen 3 érmet szereztek.

## Érmesek
| Érem  | Versenyző         | Sportág  | Versenyszám        |
| ----- | ----------------- | -------- | ------------------ |
| Arany | Adhemar da Silva  | Atlétika | Férfi hármasugrás  |
| Bronz | José da Conceição | Atlétika | Férfi magasugrás   |
| Bronz | Tetsuo Okamoto    | Úszás    | Férfi 1500 m gyors |

## Atlétika
Férfi
| Versenyző       | Versenyszám | Előfutam | Előfutam | Előfutam | Negyeddöntő | Negyeddöntő | Negyeddöntő | Elődöntő | Elődöntő | Elődöntő | Döntő   | Döntő    |
| Versenyző       | Versenyszám | Idő      | Hely.    | Össz.    | Idő         | Hely.       | Össz.       | Idő      | Hely.    | Össz.    | Idő     | Helyezés |
| --------------- | ----------- | -------- | -------- | -------- | ----------- | ----------- | ----------- | -------- | -------- | -------- | ------- | -------- |
| Argemiro Roque  | 400 m       | 49,05    | 3.       | 31.      | kiesett     | kiesett     | kiesett     | kiesett  | kiesett  | kiesett  | kiesett | kiesett  |
| Argemiro Roque  | 800 m       | 1:54,1   | 5.       | 21.      |             |             |             | kiesett  | kiesett  | kiesett  | kiesett | kiesett  |
| Wilson Carneiro | 400 m gát   | 56,0     | 2.       | 27.      | 59,4        | 6.          | 23.         | kiesett  | kiesett  | kiesett  | kiesett | kiesett  |

| Versenyző           | Versenyszám | Selejtező | Selejtező | Döntő    | Döntő    |
| Versenyző           | Versenyszám | Eredmény  | Helyezés  | Eredmény | Helyezés |
| ------------------- | ----------- | --------- | --------- | -------- | -------- |
| José da Conceição   | Magasugrás  | 187 cm    | 10.*      | 198 cm   |          |
| José da Conceição   | Hármasugrás | 14,46 m   | 17.       | kiesett  | kiesett  |
| Hélcio da Silva     | Rúdugrás    | 360 cm    | 25.       | kiesett  | kiesett  |
| Ary de Sá           | Távolugrás  | 724 cm    | 6.        | 723 cm   | 4.       |
| Geraldo de Oliveira | Távolugrás  | 671 cm    | 23.       | kiesett  | kiesett  |
| Geraldo de Oliveira | Hármasugrás | 14,64 m   | 10.       | 14,95 m  | 7.       |
| Adhemar da Silva    | Hármasugrás | 15,32 m   | 1.        | 16,22 m  |          |

Női
| Versenyző         | Versenyszám | Előfutam | Előfutam | Előfutam | Negyeddöntő | Negyeddöntő | Negyeddöntő | Elődöntő | Elődöntő | Elődöntő | Döntő   | Döntő    |
| Versenyző         | Versenyszám | Idő      | Hely.    | Össz.    | Idő         | Hely.       | Össz.       | Idő      | Hely.    | Össz.    | Idő     | Helyezés |
| ----------------- | ----------- | -------- | -------- | -------- | ----------- | ----------- | ----------- | -------- | -------- | -------- | ------- | -------- |
| Helena de Menezes | 100 m       | 12,83    | 4.       | 34.      | kiesett     | kiesett     | kiesett     | kiesett  | kiesett  | kiesett  | kiesett | kiesett  |
| Deyse de Castro   | 200 m       | 25,22    | 3.       | 10.      |             |             |             | kiesett  | kiesett  | kiesett  | kiesett | kiesett  |
| Wanda dos Santos  | 80 m gát    | 11,58    | 2.       | 7.       |             |             |             | 11,74    | 5.       | 10.      | kiesett | kiesett  |

| Versenyző         | Versenyszám | Selejtező | Selejtező | Döntő    | Döntő    |
| Versenyző         | Versenyszám | Eredmény  | Helyezés  | Eredmény | Helyezés |
| ----------------- | ----------- | --------- | --------- | -------- | -------- |
| Deyse de Castro   | Magasugrás  |           |           | 150 cm   | 12.      |
| Helena de Menezes | Távolugrás  | 533 cm    | 24.       | 498 cm   | 24.      |
| Wanda dos Santos  | Távolugrás  | 535 cm    | 21.       | 536 cm   | 21.      |

* - kilenc másik versenyzővel azonos időt/eredményt ért el

## Evezés
| Versenyző                              | Versenyszám      | Előfutam | Előfutam | Vigaszág | Vigaszág | Elődöntő | Elődöntő | Vigaszág | Vigaszág | Döntő   | Döntő   |
| Versenyző                              | Versenyszám      | Idő      | Hely.    | Idő      | Hely.    | Típus    | Idő      | Hely.    | Típus    | Idő     | Hely.   |
| -------------------------------------- | ---------------- | -------- | -------- | -------- | -------- | -------- | -------- | -------- | -------- | ------- | ------- |
| Francisco Furtado Harry Mosé João Maio | Kormányos kettes | 8:19,0   | 4.       | 8:05,5   | 3.       | kiesett  | kiesett  | kiesett  | kiesett  | kiesett | kiesett |

## Kosárlabda
- Alfredo da Motta
- Almir
- Angelim
- Godinho
- Bráz
- Zé Luiz
- Mário Jorge
- Mayr Facci
- Raymundo dos Santos
- Ruy de Freitas
- Tião
- Thales
- Algodão

### Eredmények
3. csoport
| Csapat         | JM | GY | V | DP  | KP  | +/- | PT |
| -------------- | -- | -- | - | --- | --- | --- | -- |
| Argentína      | 3  | 3  | 0 | 239 | 196 | +43 | 6  |
| Brazília       | 3  | 2  | 1 | 184 | 179 | +5  | 5  |
| Fülöp-szigetek | 3  | 1  | 2 | 192 | 221 | -29 | 4  |
| Kanada         | 3  | 0  | 3 | 201 | 220 | -19 | 3  |

| 1952. július 25. | Brazília | 57–55 | Kanada |  |
| 1952. július 25. | (33–27)  |       |        |  |

| 1952. július 26. | Brazília | 71–52 | Fülöp-szigetek |  |
| 1952. július 26. | (32–25)  |       |                |  |

| 1952. július 27. | Argentína | 72–56 | Brazília |  |
| 1952. július 27. | (31–21)   |       |          |  |

Negyeddöntő
B csoport
| Csapat           | JM | GY | V | DP  | KP  | +/- | PT |
| ---------------- | -- | -- | - | --- | --- | --- | -- |
| Egyesült Államok | 3  | 3  | 0 | 246 | 166 | +80 | 6  |
| Szovjetunió      | 3  | 2  | 1 | 190 | 195 | -5  | 5  |
| Brazília         | 3  | 1  | 2 | 138 | 136 | +2  | 4  |
| Chile            | 3  | 0  | 3 | 140 | 217 | -77 | 3  |

| 1952. július 28. | Brazília | 75–44 | Chile |  |
| 1952. július 28. | (36–25)  |       |       |  |

| 1952. július 29. | Szovjetunió | 54–49 | Brazília |  |
| 1952. július 29. | (21–25)     |       |          |  |

| 1952. július 30. | Egyesült Államok | 57–53 | Brazília |  |
| 1952. július 30. | (24–26)          |       |          |  |

Az 5–8. helyért
| 1952. július 31. | Brazília | 59–44 | Franciaország |  |
| 1952. július 31. | (31–26)  |       |               |  |

Helyosztó az 5. helyért
| 1952. augusztus 2. | Chile   | 58–49 | Brazília |  |
| 1952. augusztus 2. | (32–24) |       |          |  |

| Csapat   | Helyezés |
| -------- | -------- |
| Brazília | 6.       |

## Labdarúgás
- Adésio
- Carlos Alberto
- Édson
- Vavá
- Humberto
- Jansen
- Larry
- Mauro
- Milton
- Zózimo
- Valdir

Selejtező
| 1952. július 16. |

| Hollandia       | 1–5               | Brazília                                                        |
| --------------- | ----------------- | --------------------------------------------------------------- |
| van Roessel 15' | (1–3) Jegyzőkönyv | Humberto Tozzi 25' Larry 33' (11-esből) 36' Jansen 81' Vava 86' |

| Kupittaa stadion, Turku Nézőszám: 16 000 Játékvezető: Giorgio Bernardi (olasz) |

Nyolcaddöntő
| 1952. július 20. |

| Brazília                     | 2–1               | Luxemburg |
| ---------------------------- | ----------------- | --------- |
| Larry 42' Humberto Tozzi 49' | (1–0) Jegyzőkönyv | Gales 86' |

| Kotka stadion, Kotka Játékvezető: Maryan Macancic (jugoszláv) |

Negyeddöntő
| 1952. július 24. |

| NSZK                                   | 4–2 (h. u.)                 | Brazília             |
| -------------------------------------- | --------------------------- | -------------------- |
| Schröder 75' 96' Klug 89' Zeitler 120' | (0–1, 2–2, 3–2) Jegyzőkönyv | Larry 12' Zozimo 74' |

| Pallokenttä stadion, Helsinki Játékvezető: Arthur Ellis (angol) |

| Csapat   | Helyezés |
| -------- | -------- |
| Brazília | 5.       |

## Lovaglás
Díjugratás
| Versenyző                                         | Ló                     | Versenyszám | 1. kör | 1. kör | 1. kör | 2. kör | 2. kör | 2. kör | Végeredmény | Végeredmény | Végeredmény |
| Versenyző                                         | Ló                     | Versenyszám | Idő    | Bünt.  | Hely.  | Idő    | Bünt.  | Hely.  | Idő         | Bünt.       | Helyezés    |
| ------------------------------------------------- | ---------------------- | ----------- | ------ | ------ | ------ | ------ | ------ | ------ | ----------- | ----------- | ----------- |
| Eloy de Menezes                                   | Biguá                  | Egyéni      | 1:45,8 | 4      | 2.     | 1:40,2 | 4      | 4.     | 3:26,0      | 8           | 4.          |
| Alvaro de Toledo                                  | Eldorado               | Egyéni      | 1:40,2 | 12     | 21.    | 1:36,6 | 16     | 33.    | 3:16,8      | 28          | 31.**       |
| Renyldo Ferreira                                  | Bibelot                | Egyéni      | 2:03,0 | 12,5   | 32.    | 1:46,2 | 8      | 13.    | 3:49,2      | 20,5        | 23.         |
| Eloy de Menezes Renyldo Ferreira Alvaro de Toledo | Biguá Bibelot Eldorado | Csapat      |        | 28,5   | 4.     |        | 28     | 5.*    |             | 56,5        | 4.          |

Lovastusa
| Versenyző           | Ló      | Versenyszám | Díjlovaglás | Díjlovaglás | Tereplovaglás | Tereplovaglás | Tereplovaglás | Díjugratás | Díjugratás | Végeredmény | Végeredmény |
| Versenyző           | Ló      | Versenyszám | Bünt.       | Hely.       | Bünt.         | Hely.         | Össz.         | Bünt.      | Hely.      | Bünt.       | Helyezés    |
| ------------------- | ------- | ----------- | ----------- | ----------- | ------------- | ------------- | ------------- | ---------- | ---------- | ----------- | ----------- |
| Pericles Cavalcanti | Destino | Egyéni      | -175,50     | 52.         | kizárták      | kizárták      | kizárták      | kiesett    | kiesett    | kiesett     | kiesett     |

* - egy másik csapattal azonos eredményt ért el

** - két másik versenyzővel azonos eredményt ért el

## Műugrás
Férfi
| Versenyző    | Versenyszám        | Selejtező | Selejtező | Döntő   | Döntő    |
| Versenyző    | Versenyszám        | Pont      | Helyezés  | Pont    | Helyezés |
| ------------ | ------------------ | --------- | --------- | ------- | -------- |
| Milton Busin | Egyéni műugrás     | 67,97     | 8.        | 155,91  | 6.       |
| Richard Arie | Egyéni toronyugrás | 59,40     | 28.       | kiesett | kiesett  |

## Ökölvívás
| Versenyző        | Versenyszám   | Selejtező                      | Nyolcaddöntő                | Negyeddöntő                 | Elődöntő          | Döntő             | Helyezés |
| Versenyző        | Versenyszám   | Ellenfél Eredmény              | Ellenfél Eredmény           | Ellenfél Eredmény           | Ellenfél Eredmény | Ellenfél Eredmény | Helyezés |
| ---------------- | ------------- | ------------------------------ | --------------------------- | --------------------------- | ----------------- | ----------------- | -------- |
| Pedro Galasso    | Pehelysúly    | Isimaru Tosihito (JPN) · 3–0   | Lech Drogosz (POL) · 0–3    | kiesett                     | kiesett           | kiesett           | 9.       |
| Celestino Pinto  | Kisváltósúly  | Salomon Carrizales (VEN) · 1–2 | kiesett                     | kiesett                     | kiesett           | kiesett           | 17.      |
| Alejandro Dibes  | Váltósúly     | Viktor Jørgensen (DEN) · TKO   | kiesett                     | kiesett                     | kiesett           | kiesett           | 17.      |
| Paulo Cavalheiro | Nagyváltósúly |                                | Sören Danielsson (SWE) · KO | Borisz Tyisin (URS) · 0–3   | kiesett           | kiesett           | 5.       |
| Nelson Andrade   | Középsúly     | Plachy Mátyás (HUN) · 1–2      | Vasile Tiță (ROU) · DISQ    | kiesett                     | kiesett           | kiesett           | 9.       |
| Lucio Grotone    | Félnehézsúly  |                                | Bjarne Lingås (NOR) · 2–1   | Antonio Pacenza (ARG) · 0–3 | kiesett           | kiesett           | 5.       |

## Öttusa
| Versenyző           | Versenyszám | Lovaglás | Lovaglás | Lovaglás | Vívás    | Vívás | Vívás | Lövészet | Lövészet | Úszás  | Úszás | Futás   | Futás | Összesen    | Összesen |
| Versenyző           | Versenyszám | Idő      | Pont     | Hely.    | Győzelem | Dupla | Hely. | Pontszám | Hely.    | Idő    | Hely. | Idő     | Hely. | Összes pont | Helyezés |
| ------------------- | ----------- | -------- | -------- | -------- | -------- | ----- | ----- | -------- | -------- | ------ | ----- | ------- | ----- | ----------- | -------- |
| Aloysio Borges      | Egyéni      | 10:59,0  | 16,5     | 30.      | 34       | 2     | 1.    | 165      | 39.      | 4:44,2 | 21.   | 15:54,5 | 22.   | 113         | 21.      |
| Eduardo de Medeiros | Egyéni      | 10:39,8  | 4        | 23.      | 22       | 9     | 24.   | 187      | 5.       | 4:11,5 | 2.    | 16:02,5 | 26.   | 80          | 10.      |
| Eric Marques        | Egyéni      | 12:38,3  | 71,5     | 44.      | 25       | 0     | 18.   | 173      | 30.      | 4:35,6 | 15.   | 16:03,7 | 28.   | 135         | 29.      |

| Versenyző                                       | Versenyszám | Lovaglás | Lovaglás | Vívás | Vívás | Lövészet | Lövészet | Úszás | Úszás | Futás | Futás | Összesen    | Összesen |
| Versenyző                                       | Versenyszám | Pont     | Hely.    | Pont  | Hely. | Pont     | Hely.    | Pont  | Hely. | Pont  | Hely. | Összes pont | Helyezés |
| ----------------------------------------------- | ----------- | -------- | -------- | ----- | ----- | -------- | -------- | ----- | ----- | ----- | ----- | ----------- | -------- |
| Eduardo de Medeiros Aloysio Borges Eric Marques | Csapat      | 94       | 11.      | 42    | 3.*   | 70       | 9.       | 34    | 3.    | 73    | 9.    | 313         | 6.       |

* - egy másik csapattal azonos eredményt ért el

## Sportlövészet
| Versenyző               | Versenyszám            | Eredmény | Helyezés |
| ----------------------- | ---------------------- | -------- | -------- |
| Guilherme Cavalcanti    | Gyorstüzelő pisztoly   | 547      | 28.      |
| Pedro Simão             | Gyorstüzelő pisztoly   | 543      | 38.      |
| Jorge de Oliveira       | Szabadpisztoly         | 522      | 19.      |
| Álvaro dos Santos Filho | Szabadpisztoly         | 513      | 33.      |
| Alberto Braga           | Szabadpuska, összetett | 962      | 27.      |
| Antônio Guimarães       | Szabadpuska, összetett | 932      | 31.      |
| Severino Moreira        | Sportpuska, fekvő      | 398      | 8.       |
| Severino Moreira        | Sportpuska, összetett  | 1122     | 27.      |
| Harvey Villela          | Sportpuska, összetett  | 1113     | 32.      |
| Harvey Villela          | Sportpuska, fekvő      | 385      | 48.      |

## Súlyemelés
| Versenyző            | Versenyszám | Nyomás   | Nyomás   | Szakítás | Szakítás | Lökés    | Lökés    | Összesen | Helyezés |
| Versenyző            | Versenyszám | Eredmény | Helyezés | Eredmény | Helyezés | Eredmény | Helyezés | Összesen | Helyezés |
| -------------------- | ----------- | -------- | -------- | -------- | -------- | -------- | -------- | -------- | -------- |
| Silvino Robin        | 82,5 kg     | 107,5    | 13.      | 100,0    | 19.      | 137,5    | 16.*     | 345,0    | 16.      |
| Bruno Barabani       | 90 kg       | 97,5     | 19.      | 112,5    | 8.**     | 145,0    | 9.**     | 355,0    | 14.      |
| Valdemar de Silveira | +90 kg      | 112,5    | 12.      | 110,0    | 9.**     | 140,0    | 11.*     | 362,5    | 12.      |

* - egy másik versenyzővel azonos eredményt ért el

** - két másik versenyzővel azonos eredményt ért el

## Úszás
Férfi
| Versenyző                                                           | Versenyszám     | Előfutam | Előfutam | Előfutam | Elődöntő | Elődöntő | Elődöntő | Döntő   | Döntő    |
| Versenyző                                                           | Versenyszám     | Idő      | Hely.    | Össz.    | Idő      | Hely.    | Össz.    | Idő     | Helyezés |
| ------------------------------------------------------------------- | --------------- | -------- | -------- | -------- | -------- | -------- | -------- | ------- | -------- |
| Aram Boghossian                                                     | 100 m gyors     | 1:02,0   | 5.       | 42.**    | kiesett  | kiesett  | kiesett  | kiesett | kiesett  |
| Haroldo Lara                                                        | 100 m gyors     | 1:01,2   | 5.       | 34.*     | kiesett  | kiesett  | kiesett  | kiesett | kiesett  |
| Ricardo Esperard                                                    | 400 m gyors     | 5:09,5   | 6.       | 39.      | kiesett  | kiesett  | kiesett  | kiesett | kiesett  |
| Tetsuo Okamoto                                                      | 400 m gyors     | 4:46,1   | 1.       | 9.       | 4:46,2   | 4.       | 11.      | kiesett | kiesett  |
| Tetsuo Okamoto                                                      | 1500 m gyors    | 19:05,6  | 1.       | 4.       |          |          |          | 18:51,3 |          |
| Sylvio dos Santos                                                   | 1500 m gyors    | 19:26,8  | 4.       | 15.      |          |          |          | kiesett | kiesett  |
| Adhemar Grijó Filho                                                 | 200 m mell      | 2:47,6   | 4.       | 29.      | kiesett  | kiesett  | kiesett  | kiesett | kiesett  |
| Octavio Mobiglia                                                    | 200 m mell      | 2:46,1   | 5.       | 23.      | kiesett  | kiesett  | kiesett  | kiesett | kiesett  |
| Fernando Pavan                                                      | 100 m hát       | 1:09,1   | 3.       | 10.*     | 1:10,2   | 6.       | 13.*     | kiesett | kiesett  |
| Ilo da Fonseca                                                      | 100 m hát       | 1:09,9   | 3.       | 16.*     | kiesett  | kiesett  | kiesett  | kiesett | kiesett  |
| João Gonçalves Filho                                                | 100 m hát       | 1:09,7   | 3.       | 14.*     | 1:09,7   | 6.       | 11.*     | kiesett | kiesett  |
| Haroldo Lara Sylvio dos Santos Aram Boghossian João Gonçalves Filho | 4 × 200 m gyors | 9:09,0   | 4.       | 11.      |          |          |          | kiesett | kiesett  |

| Versenyző      | Versenyszám | Szétúszás az elődöntőért | Szétúszás az elődöntőért |
| Versenyző      | Versenyszám | Idő                      | Helyezés                 |
| -------------- | ----------- | ------------------------ | ------------------------ |
| Ilo da Fonseca | 100 m hát   | 1:09,5                   | 2.                       |

Női
| Versenyző                | Versenyszám | Előfutam | Előfutam | Előfutam | Elődöntő | Elődöntő | Elődöntő | Döntő   | Döntő    |
| Versenyző                | Versenyszám | Idő      | Hely.    | Össz.    | Idő      | Hely.    | Össz.    | Idő     | Helyezés |
| ------------------------ | ----------- | -------- | -------- | -------- | -------- | -------- | -------- | ------- | -------- |
| Piedade Coutinho-Tavares | 400 m gyors | 5:26,9   | 3.       | 13.      | 5:28,5   | 7.       | 13.      | kiesett | kiesett  |
| Edith de Oliveira        | 100 m hát   | 1:20,0   | 4.       | 13.      |          |          |          | kiesett | kiesett  |

* - egy másik versenyzővel azonos időt ért el

** - két másik versenyzővel azonos időt ért el

## Vitorlázás
| Versenyző                                       | Versenyszám | Futam | Futam | Futam | Futam | Futam | Futam | Futam | Pontszám | Helyezés |
| Versenyző                                       | Versenyszám | 1     | 2     | 3     | 4     | 5     | 6     | 7     | Pontszám | Helyezés |
| ----------------------------------------------- | ----------- | ----- | ----- | ----- | ----- | ----- | ----- | ----- | -------- | -------- |
| Alfredo Bercht                                  | Finn dingi  | 269   | 594   | 226   | 1247  | 434   | 318   | 849   | 3711     | 9.       |
| Cid Nascimento Tacariju de Paula                | Csillaghajó | 382   | 821   | 309   | 144   | 344   | 247   | 247   | 2350     | 12.      |
| Francisco Osoldi Peter Mangels Wolfgang Richter | Sárkányhajó | 252   | 729   | 290   | 553   | 331   | 729   | 155   | 2884     | 7.       |

## Vívás
Férfi
| Versenyző                                                | Versenyszám       | 1. forduló | 1. forduló | 2. forduló | 2. forduló | Elődöntő            | Elődöntő | Döntő               | Döntő   |
| Versenyző                                                | Versenyszám       | Ellenfelek Eredmény | Hely.      | Ellenfelek Eredmény | Hely.      | Ellenfelek Eredmény | Hely.    | Ellenfelek Eredmény | Hely.   |
| -------------------------------------------------------- | ----------------- | --- | ---------- | --- | ---------- | ------------------- | -------- | ------------------- | ------- |
| Darío Amaral                                             | Párbajtőr, egyéni | Raimondo Carnera (DEN) · Fathallah Abdel Rahman (EGY) · Álvaro Mário Mourão (POR) · Emilio Meraz (MEX) · Vito Simonetti (ARG) · That Hải Tơn (VIE) · George Carpenter (IRL) · 4-3 (15) | 5.         | kiesett | kiesett    | kiesett             | kiesett  | kiesett             | kiesett |
| Walter de Paula                                          | Párbajtőr, egyéni | Álvaro Pinto (POR) · Claude Nigon (FRA) · Ronald Parfitt (GBR) · Tom Kearney (IRL) · Rubén Soberón (GUA) · Lev Saychuk (URS) · Heikki Raitio (FIN) · 3-4 (15)                          | 6.         | kiesett | kiesett    | kiesett             | kiesett  | kiesett             | kiesett |
| César Pekelman                                           | Párbajtőr, egyéni | Rerrich Béla (HUN) · Allan Jay (GBR) · Wojciech Rydz (POL) · Yury Deksbakh (URS) · Vasile Chelaru (ROU) · Giovanni Bertorelli (VEN) · Patrick Duffy (IRL) · 4-3 (13)                   | 3.         | Dario Mangiarotti (ITA) · Sven Fahlman (SWE) · Jean-Baptiste Maquet (BEL) · René Bougnol (FRA) · Antonio Haro (MEX) · Nicolae Marinescu (ROU) · Wojciech Rydz (POL) · Álvaro Pinto (POR) · 3-5 (18) | 6.         | kiesett             | kiesett  | kiesett             | kiesett |
| Estevão Molnar                                           | Kard, egyéni      | Wojciech Zabłocki (POL) · William Beatley (GBR) · Willy Fascher (GER) · Werner Plattner (AUT) · Karl Bach (SAA) · Jock Gibson (AUS) · João Pessanha (POR) · 4-3 (23)                   | 5.         | kiesett | kiesett    | kiesett             | kiesett  | kiesett             | kiesett |
| Darío Amaral César Pekelman Walter de Paula Helio Vieira | Párbajtőr, csapat | Magyarország (HUN) · 1-14 · Svájc (SUI) · 2-8 | 3.         | kiesett | kiesett    | kiesett             | kiesett  | kiesett             | kiesett |

## Vízilabda
- Claudino Castro
- Márvio dos Santos
- Lucio Figueirêdo
- João Havelange
- Douglas Lima
- Henrique Melmann
- Edson Peri
- Sérgio Rodrígues
- Leo Rossi
- Samuel Scheimberg
- Daniel Sili

### Eredmények
1. forduló
| 1952. július 25. | Spanyolország | 3–2 | Brazília |  |
| 1952. július 25. | (2 – 0)       |     |          |  |
| 1952. július 25. |               |     |          |  |

2. forduló
| 1952. július 26. | Brazília | 6–2 | Portugália |  |
| 1952. július 26. | (3 – 2)  |     |            |  |
| 1952. július 26. |          |     |            |  |

D csoport
| Csapat           | JM | GY | D | V | LG | KG | GK  | PT |
| ---------------- | -- | -- | - | - | -- | -- | --- | -- |
| Belgium          | 3  | 3  | 0 | 0 | 12 | 5  | +7  | 6  |
| Spanyolország    | 3  | 2  | 0 | 1 | 13 | 10 | +3  | 4  |
| Dél-afrikai Unió | 3  | 1  | 0 | 2 | 10 | 9  | +1  | 2  |
| Brazília         | 3  | 0  | 0 | 3 | 7  | 18 | -11 | 0  |

| 1952. július 27. | Belgium | 3–1 | Brazília |  |
| 1952. július 27. | (1 – 0) |     |          |  |
| 1952. július 27. |         |     |          |  |

| 1952. július 28. | Spanyolország | 6–4 | Brazília |  |
| 1952. július 28. | (4 – 1)       |     |          |  |
| 1952. július 28. |               |     |          |  |

| 1952. július 29. | Dél-afrikai Unió | 9–2 | Brazília |  |
| 1952. július 29. | (3 – 0)          |     |          |  |
| 1952. július 29. |                  |     |          |  |

| Csapat   | Helyezés |
| -------- | -------- |
| Brazília | 13.      |